# I Don't Need Your Rockin' Chair
Singles de George Jones
Honky Tonk Myself to Death
(1992) Wrong's What I Do Best
(1993)
I Don't Need Your Rockin' Chair est le titre d'une chanson écrite par Billy Yates, Frank Dycus et Kerry Kurt Phillips, et enregistrée par l'artiste américain de musique country George Jones. C'est le premier single extrait de son album Walls Can Fall (1992).

## Texte et musique
Le narrateur raconte que, même s'il a vieilli, il n'abandonnera pas son style de vie honky tonk. Le dernier refrain est fait dans un style appel-et-réponse, plusieurs autres chanteurs de musique country fournissant la réponse : Vince Gill, Mark Chesnutt, Garth Brooks, Travis Tritt, Joe Diffie, Alan Jackson, Pam Tillis, T. Graham Brown, Patty Loveless et Clint Black.

## Réception

### Réception critique
Dans le livre The Life and Times of a Honky Tonk Legend, Bob Allen décrit la chanson comme étant une « déclaration musicale tumultueuse[…]sur la détermination d'un homme à continuer le honky tonk sans transiger avec son âge avancé. » Richard Carlin, dans le livre Country Music: A Biographical Dictionary, déclare qu'il s'agit « d'une déclaration joyeuse mais provocante sur les origines de ce vieux compagnon. » Brian Mansfield, dans sa critique de Walls Can Fall, dit de la chanson qu'elle est « effrayante quand on connait le passé de Jones, » tandis que Jones décrit lui-même la chanson comme « la mise en musique de mon attitude. »
La chanson a remporté le Country Music Association Award en 1993 de l'évènement musical de l'année.

## Positions dans les hits-parades
| Classement (1992-93)                        | Position |
| ------------------------------------------- | -------- |
| U.S. Billboard Hot Country Singles & Tracks | 34       |
| Canadian RPM Country Tracks                 | 63       |